# Barroco petrino

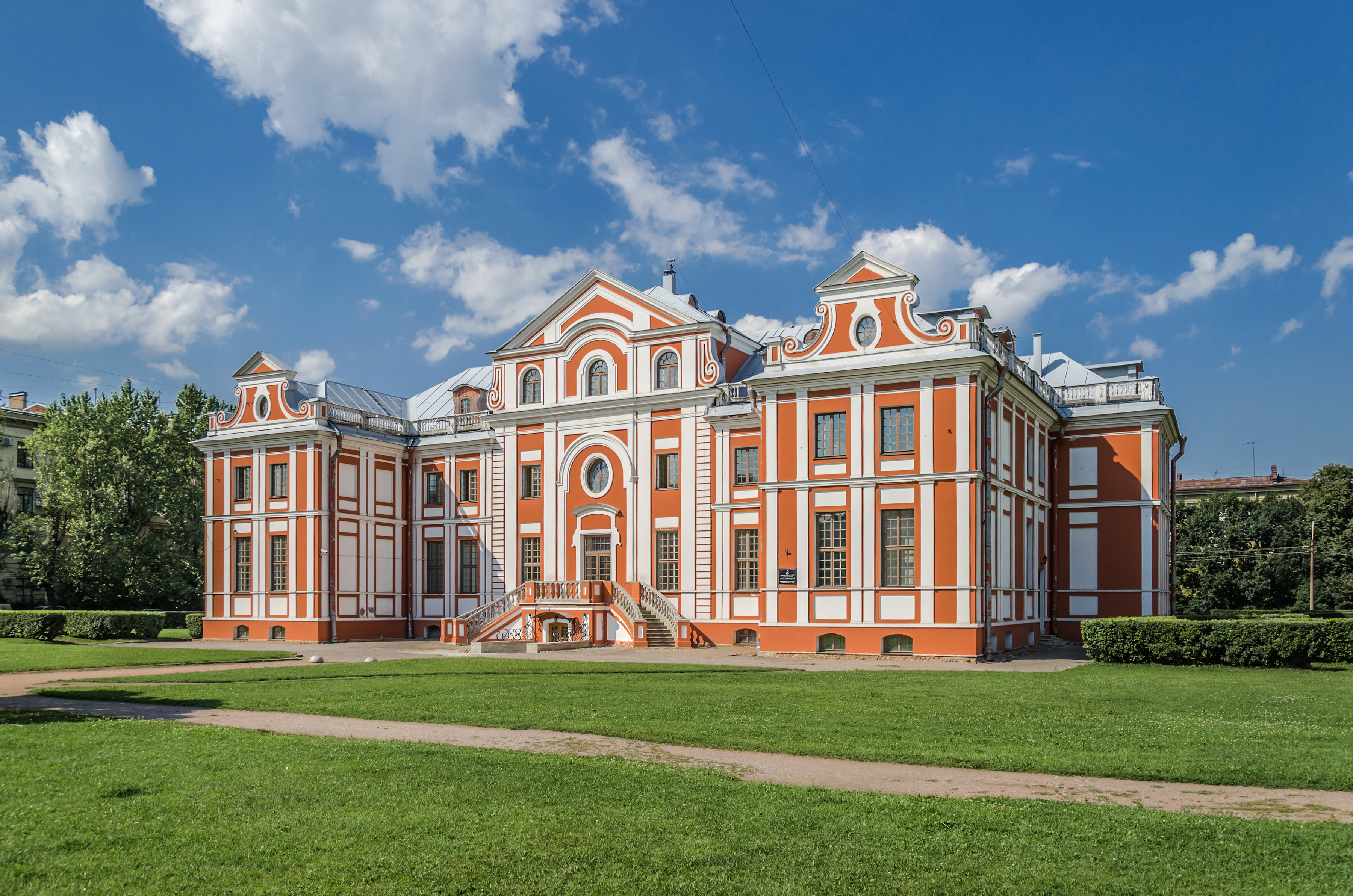
O Palácio Kikine.

O Barroco Petrino é um nome aplicado pelos historiadores de arte a um estilo de arquitetura e decoração barroca em homenagem a Pedro o Grande e empregado para projetar edifícios na recém-fundada capital russa, São Petersburgo, sob este monarca e seus sucessores imediatos.
Diferente do barroco Naryshkin contemporâneo, acontecido em Moscou, o Barroco Petrino representou uma ruptura drástica com as tradições bizantinas que dominaram a Arquitetura da Rússia por quase um milênio. Os seus principais praticantes, Domenico Trezzini, Andreas Schlüter e Mikhail Zemtsov, se inspiraram na arquitetura holandesa, dinamarquesa e sueca bastante modesta da época.
Exemplos do estilo em São Petersburgo são a Catedral de Pedro e Paulo (Trezzini), os Doze Colégios (Trezzini), o Kunstkamera (Zemtsov), o Palácio Kikine (Schlüter) e o Palácio Menchikov (Giovanni Fontana)
As estruturas barrocas Petrinas fora de São Petersburgo são escassas. Eles incluem a Torre Menchikov em Moscou e o Palácio Kadriorg em Tallinn.

## Leituras
- William Craft Brumfield. A History of Russian Architecture (Cambridge: Cambridge University Press, 1993) ISBN 978-0-521-40333-7 (Chapter Eight: "The Foundations of the Baroque in Saint Petersburg")